# خوسيه بيريز (ملاكم)
خوسيه بيريز (بالإسبانية: José Pérez) (مواليد 10 يناير 1964) هو ملاكم فنزويلي، مثّل بلاده في الألعاب الأولمبية الصيفية 1988.

## روابط خارجية
خوسيه بيريز على موقع أوليمبيديا (الإنجليزية)